# Badmintonmeisterschaft von Hongkong 1962
Die Badmintonmeisterschaft von Hongkong des Jahres 1962 war die 20. Austragung der nationalen Titelkämpfe von Hongkong im Badminton, damals noch Meisterschaften der britischen Kronkolonie. Sie fand vom 19. bis zum 24. März 1962 mit japanischer und philippinischer Beteiligung statt.

## Meister
| Disziplin    | Sieger                      |
| ------------ | --------------------------- |
| Herreneinzel | Lo Man Fei                  |
| Dameneinzel  | Chan So Mo                  |
| Herrendoppel | Lee Wing Fon Wong Fai Hung  |
| Damendoppel  | Cynder Ho Tsui Yuen Chun    |
| Mixed        | Sy Khim Piao Tsui Yuen Chun |